# Cordero (Venezuela)
Cordero es la capital del municipio Andrés Bello, ubicada en el centro de la zona montañosa del estado Táchira, en Venezuela.

## Datos básicos
Formada en un cruce de caminos que datan de la época de la colonia, Cordero adquiere relevancia a partir de las últimas décadas del sigo XIX. Está situada a 1.149 m s. n. m. y su temperatura oscila entre los 18 a 22 °C. Según estimaciones preliminares del INE su población para el censo del año 2011 es de unos 13 000 habitantes (20.358 habitantes para el municipio). Su código postal es 5012.
Aunque el origen de su nombre es discutido, los más ancianos recuerdan que viene de "Cordero de Dios" - referencia en la liturgía católica a Jesus de Nazarteh según Juan 1:29, bautizado así por los dueños originales de los terrenos de la pequeña meseta en la que descansa la población, debido a su profunda religiosidad.

## Contexto geográfico
Cordero es tierra privilegiada por su flora, su agricultura, sembradíos de flores y hortalizas. Su clima fresco rodeado de montañas, famoso en el resto del estado por la preparación del Miche Andino. Cordero es una población que invita al descanso y la tranquilidad vacacional. ideal para la práctica del montañismo y el excursionismo, bicicleta de montaña y otras actividades al aire libre. Tiene centros educativos públicos y privados, aunque carece de universidades que se ubican en San Cristóbal. Cuenta con una Casa de la Cultura - suerte de Ateneo, y se destacan varios pintores locales, así como los estudios de música para niños y jóvenes. Se disfruta comidas típicas como pastelitos, morcillas, tortas y dulces. Se vive una animada vida comercial, con supermercados, restaurantes, tiendas de géneros diversos, oficinas de encomiendas, bancos, consultorios médicos y odontológicos. Muchos lugareños evitan ir a "la villa" (referencia a la capital del estado, San Cristóbal) permaneciendo en la tranquilidad y el solaz de sus vecindarios.

## Comunicaciones y accesos
Para llegar a Cordero puede tomar el transporte Línea Unión Cordero con salida al lado del terminal de la Concordia, y paradas dispuestas a lo largo de la prolongación de la 5.ª. Avenida, la 7.ª. Avenida y la Avenida Libertador de San Cristóbal, de allí sigue su recorrido hasta Cordero, pasando por la ciudad de Táriba.
- Vías de acceso: Colombia: T1. Zulia: T6 Intersección T1 San Cristóbal autopista vía Cordero. Los Llanos: T5. Mérida: T7 Cordero.
- Distancia desde San Cristóbal: 14 km. Tiempo estimado desde San Cristóbal: 20 Minutos. Toma la vía hacia el norte del estado - Tariba; allí se toma la carretera panamericana, ruta del páramo que conduce a El Zumbador y a La Grita; pronto estará en la plaza Bolívar de la población

Continuando desde Cordero hacia el páramo comenzamos a disfrutar de hermosos paisajes durante el recorrido, con grandes siembras de flores, como Pompón y Claveles. La población de esta ciudad pertenece al área metropolitana de San Cristóbal (adonde muchos habitantes se desplazan para ir a la universidad, a sus trabajos, etc; sin embargo es difícil catalogar a Cordero como "ciudad dormitorio").

## Organismos públicos
- Alcaldía del municipio Andrés Bello: Av. Eleuterio Chacón, Esq. Calle 11. Tlf.:0276-3960414
- Policía: Palacio Municipal, Esq. Calle 11. Tlf.: 0276-5165487
- Bomberos: Sector La Pradera. número de emeregencia: (911) Tlf:
- Protección Civil: Av. Eleuterio Chacón, Esq. Calle 9. número de emergencia (911)

Tlf.: 08007227478
- Grupo voluntario Águilas de la Montaña Grupo de Rescate y Excursionismo AMGREX: Av. Eleuterio

Chacon esquina calle 9 sede de PCAB.
- Datos: Q2916708
- Multimedia: Cordero (Venezuela) / Q2916708

1. ↑  Worldpostalcodes.org, código postal n.º 5012.